# Alicia Bruzzo
Alicia Liliana Estela Bruzzo (Buenos Aires, 29 de septiembre de 1945-Colegiales, 13 de febrero de 2007) fue una primera actriz argentina, destacada en cine, televisión, teatro y fotonovelas. Fue ganadora de los premios Konex, María Guerrero y Martín Fierro, fallecida tempranamente.

## Biografía
Nació en un ascensor de la Maternidad Sardá del barrio porteño de Parque Patricios, barrio donde pasó su infancia. Egresó del Instituto Bernasconi y del Conservatorio de Arte Dramático. Fue alumna de Agustín Alezzo. Cursó estudios de abogacía hasta el último año sin graduarse, y pintura en París.
Uno de sus primeros trabajos fue la animación de fiestas infantiles junto con Pipo Pescador.
Comenzó su carrera artística en los años 1970 en televisión, actuando en series como El Rafa, donde su personaje de Susana Delmónico que la hizo consolidar su fama, donde lució su bellísimo rostro y sus grandes dotes de actriz. En la década de 1980, se destacó además en las telenovelas Pobre Clara, Libertad condicionada y Vendedoras de Lafayette y entre 1990 y 1992 en el ciclo Atreverse de Alejandro Doria donde actuó junto a Miguel Ángel Solá, Arturo Puig, China Zorrilla, Elena Tasisto, Bárbara Mujica, Susana Campos y Raúl Aubel, entre otros.

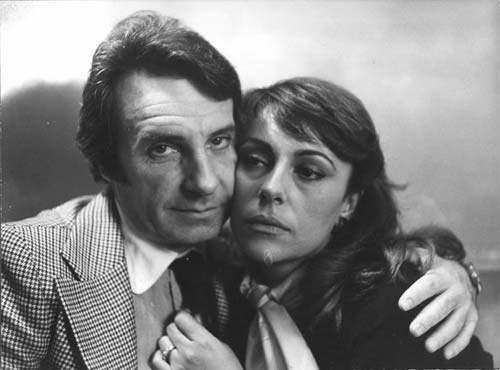
Junto a Santiago Bal en El bromista de 1981.

Sin ningún tapujo siempre admitió ser una trasgresora, al presentar a una protagonista de novelas sin ser una supermodelo. En la pantalla grande formó protagónicos con estrellas como Luis Brandoni, Santiago Bal, Federico Luppi, Miguel Ruiz Díaz, entre otros.
En 1981 tuvo una rivalidad con la actriz Graciela Borges tras ser sustituida por esta en la película Fiebre amarilla.
Debido a una beca que le otorgó el teatro tuvo la posibilidad de emprender una larga gira por Estados Unidos en 1992. Entre otros premios ganó el Konex de Platino en 1991 y Diploma al Mérito Konex en 1981, el Martín Fierro en 1990 y 1992; y el premio Estrella de Mar en 2003 y 2005. La Asociación Argentina de Actores, junto con el Senado de la Nación, le entregó el Premio Podestá a la Trayectoria Honorable en 1999.
Su salud atravesó varios problemas, desde su obesidad arrastrada hasta su hábito de fumar tabaco. En 1992 una intoxicación masiva con jarabe de propóleos contaminado para curar una gripe, que derivó en un aumento de peso de 25 kilogramos, y una polineuritis, entre otras complicaciones de salud.
Recibió el premio Cóndor de Plata en 1984 y 1994 por sus papeles en Pasajeros de una pesadilla, sobre la familia Schocklender, dirigida por Fernando Ayala; y en Una sombra ya pronto serás por Héctor Olivera.
En 1999 recibió por sus 50 años unidos a la Asociación Argentina de Actores un Premio Podestá.
En 2000 se sometió a una cirugía gástrica para reducir los 140 kg que pesaba entonces.
Sus problemas de salud, que la alejaron de los medios, le permitieron realizar obras como artista plástica, en arte digital, montando varias exposiciones.
En 2001 se le diagnosticó cáncer de pulmón, provocado por su masivo consumo de tabaco. A principios de febrero de 2007 sufrió una descompensación pulmonar mientras pasaba sus vacaciones en el balneario bonaerense de Mar del Sur. Es trasladada a la Ciudad de Buenos Aires, donde se produce un paro cardíaco que desembocó en el fatal deceso. Alicia Bruzzo falleció a la edad de sesenta y un años.
Había estado casada con el director Raúl Serrano, padre de su hija Manuela.

## Filmografía
Actuó en los siguientes filmes:
- 1972: Me enamoré sin darme cuenta.
- 1973: Las venganzas de Beto Sánchez.
- 1973: Paño verde.
- 1975: Los chantas.
- 1977: Las locas.
- 1979: La isla.
- 1980: La conquista del paraíso.
- 1981: Sentimental (réquiem para un amigo).
- 1981: El bromista.
- 1983: Espérame mucho.
- 1984: La Rosales.
- 1984: Pasajeros de una pesadilla.
- 1994: Una sombra ya pronto serás
- 1995: De mi barrio con amor.
- 1997: El Che.
- 2001: Doña Ana.
- 2003: La mitad negada.

## Televisión

### Telenovelas
- El Deseo (2006) - Santillana
- Verano del 98 (1998-2000) - La Griega
- Amores (1992) - Sagrario
- Hola Crisis (1989) - Liliana
- Vendedoras de Lafayette (1988) - Carla
- Libertad condicionada (1985-1987) - Eleonora
- Pobre Clara (1984-1985) - Clara Inés Escobedo Acevedo
- Tal como somos (1984) - Consuelo
- El Rafa (1980-1982) - Luisa
- Propiedad horizontal (1979) - Margarita
- Mamá linda (1979) - Verónica
- Cumbres Borrascosas (1978) - Isabel
- Hermán, ese nombre prohibido (1977) - Sara
- En busca de un destino (1977) - Laura
- Prohibido amar (1976) - Teresa
- Aquellos que fueron (1974) - Sofía
- Todos nosotros (1974) - Ángela
- Mi hijo Damián (1974) - Cecilia
- Siempre te amaré (1974) - Lorena
- Ese que no la quiere (1973) - Alicia
- Quiero saber tu verdad (1973) - Noel
- Con odio y con amor (1973) - Sandra Bertucci
- Un extraño en nuestras vidas (1972) - Élida
- Ése que siempre está solo (1972) - Rebeca
- Mariano Marzán, un médico de Buenos Aires (1972) - Patricia
- Nacido para odiarte (1971) - Zela
- Los parientes de la Galleguita (1970) - Enfermera
- El monstruo no ha muerto (1970) - Rosita

### Programas
- Atreverse (1990) - Varios
- Los especiales de ATC (1979) - Pilar "Episodio: El jugador"
- Teatro como en el teatro (1975) - Varios
- Ciclo de teatro argentino (1971) - Varios
- Alta comedia (1970-1995) - Varios
- El teleteatro de Alberto Migré (1970-1971) - Varios

## Teatro
1972
Las brujas de Salem, de Arthur Miller.
1975
Cuerpo diplomático (Una muchachita de Valladolid), de Joaquín Calvo Sotelo.
1977
30 días de castidad, de Jorge Bellizi.
1981
Las quiero a las dos (Los japoneses no esperan), de Ricardo Talesnik.
1982
Mary Barnes, de David Edgar.
1983
Mirandolina, de Carlo Goldoni.
La venganza de don Mendo, de Pedro Muñoz Seca.
1984
La rosa tatuada, de Tennessee Williams.
1990
Cartas de amor, de A.R. Gurney.
1991
Yo amo a Shirley, de Willy Russell.
1992
Alta en el cielo, de Nelly Fernández Tiscornia.
1999
Misery, de Simon Moore.
2001
Monólogos de la vagina, de Eve Ensler.
2004
Yo amo a Shirley (reposición), de Willy Russell.

## Fotonovelas
- Crepúsculo, con Sebastián Vilar, para la Revista Contigo (1971).